# Asmara Brewery FC
Der Asmara Brewery Football Club, auch einfach nur Asmara Brewery genannt, ist ein eritreischer Fußballverein aus Asmara.

## Geschichte
Der Verein wurde 1944 ursprünglich unter dem Namen Asmara Birra von dem italienischen Ingenieur Luigi Melotti gegründet, welcher ebenfalls die Asmara-Brauerei gründete, damals unter dem Namen GS Hamassien. Melotti hatte einige Jahre zuvor schon mal einen Fußballverein gegründet und zwar im Jahr 1936 die Grupo Sportivo Melotti, eine Amateurmannschaft aus dem italienischen Teil Asmaras.
Ab 1953 nahm der Klub, wie andere Mannschaften aus Eritrea auch, an der äthiopischen Fußballmeisterschaft teil. Als GS Hamassien gewann man 1955 und 1957 die äthiopische Meisterschaft, ebenso so Asmara Brewery FC/GS Asmara in den Jahren 1972 und 1973.
Nachdem das Land Eritrea 1993 unabhängig und 1994 die eritreische Fußballmeisterschaft gegründet worden war, verließen die Mannschaften aus Eritrea das Ligensystem in Äthiopien und wurden Teil der neuen heimischen Liga.
2008 gelang der erste Gewinn der Eritrean Premier League.

## Erfolge
- Äthiopischer Meister: 1955, 1957, 1972, 1973
- Eritreischer Meister: 2008

## Stadion
Der Verein trägt seine Heimspiele im Cicero-Stadion in Asmara aus. Das Stadion hat ein Fassungsvermögen von 10.000 Zuschauern.

## Abschneiden in CAF-Wettbewerben
- CAF Cup: 1 Teilnahme

1998 – Vorrunde

## Bekannte Spieler
- Italo Vassallo
- Luciano Vassallo